# ハンス・ヨルダーンス3世
ハンス・ヨルダーンス3世（Hans Jordaens III、1590年ころ - 1643年8月15日）は、フランドルの画家である。宗教画や風景画などを描いた。

## 略歴
16世紀から17世紀のハンス・ヨルダーンスという名前のフランドル、オランダの画家には他に、ハンス・ヨルダーンス1世（Hans Jordaens I: 1555-1630）やハンス・ヨルダーンス2世（Hans Jordaens II: 1581-1653）、ハンス・ヨルダーンス4世（Hans Jordaens IV: 1616-1680）がいて、オランダ美術史研究所によれば生年や出生地は知られていない。デルフトでハンス・ヨルダーンス1世の息子として生まれた可能性や、アントウェルペンでヤーコブ・ヨルダーンス（1593-1678）の親族に生まれた可能性もあるとされている。
1617年にマリア・ファン・ダイクと結婚し、5人の子供をもうけた。1617年にアントウェルペンで画家として働き始め、1620年にアントウェルペンの聖ルカ組合の会員になり、1643年まで活動を続けた。
ヨルダーンスは大きな邸宅を所有して、画家として成功したと考えられている。
フランス・フランケン2世（1581-1642）のスタイルで、歴史画や室内画、動物画、「kunstkamerschilderijen（美術室の絵）」と呼ばれるジャンルの作品を描いた。また、コルネリス・デ・バーリュール（Cornelis de Baellieur: 1607-1671）やアブラハム・ホファールツ（Abraham Govaerts: 1589-1626）といった画家と共作し、人物を彼らが描いた。

## 作品

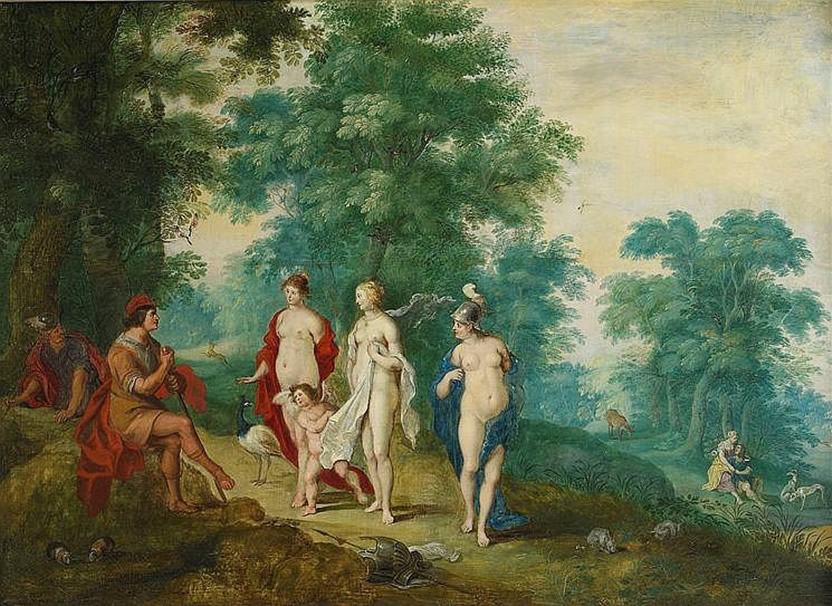
パリスの審判 (1620/1634)、個人蔵
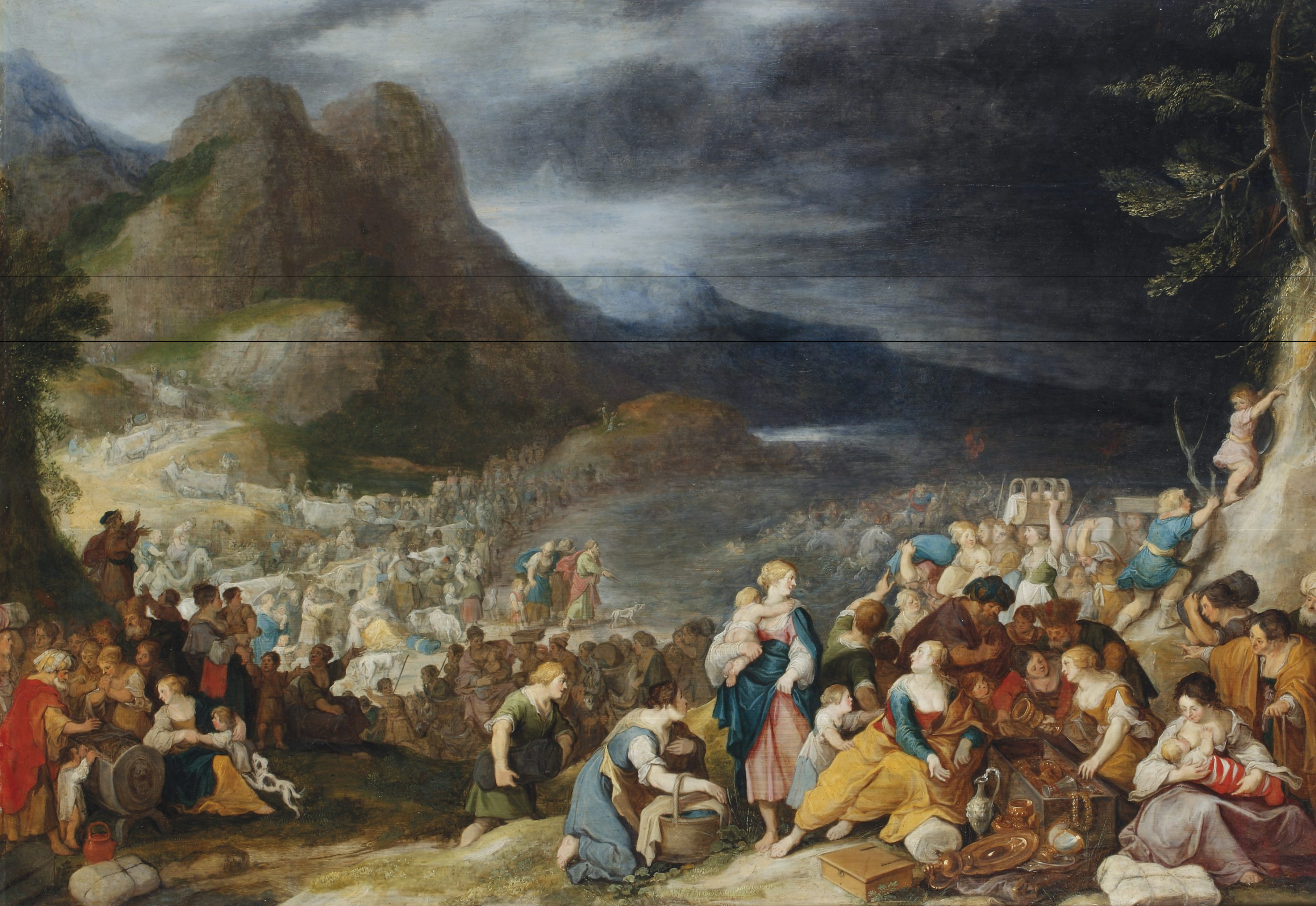
紅海の横断。(1620/1634)
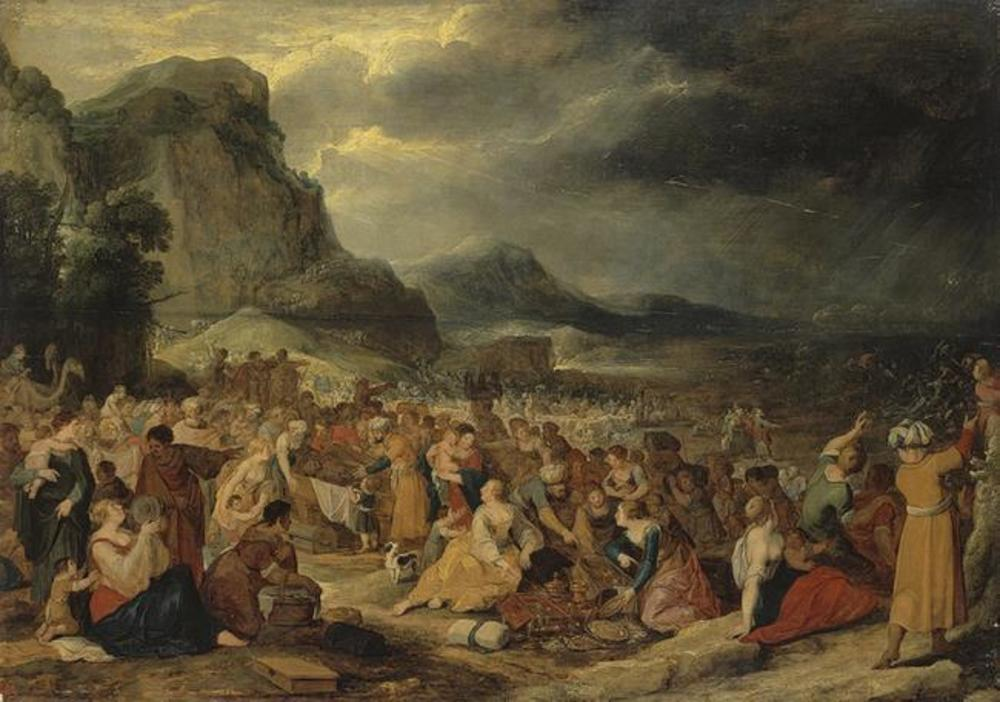
紅海の横断後のイスラエル人 (1610/1643年) エルミタージュ美術館
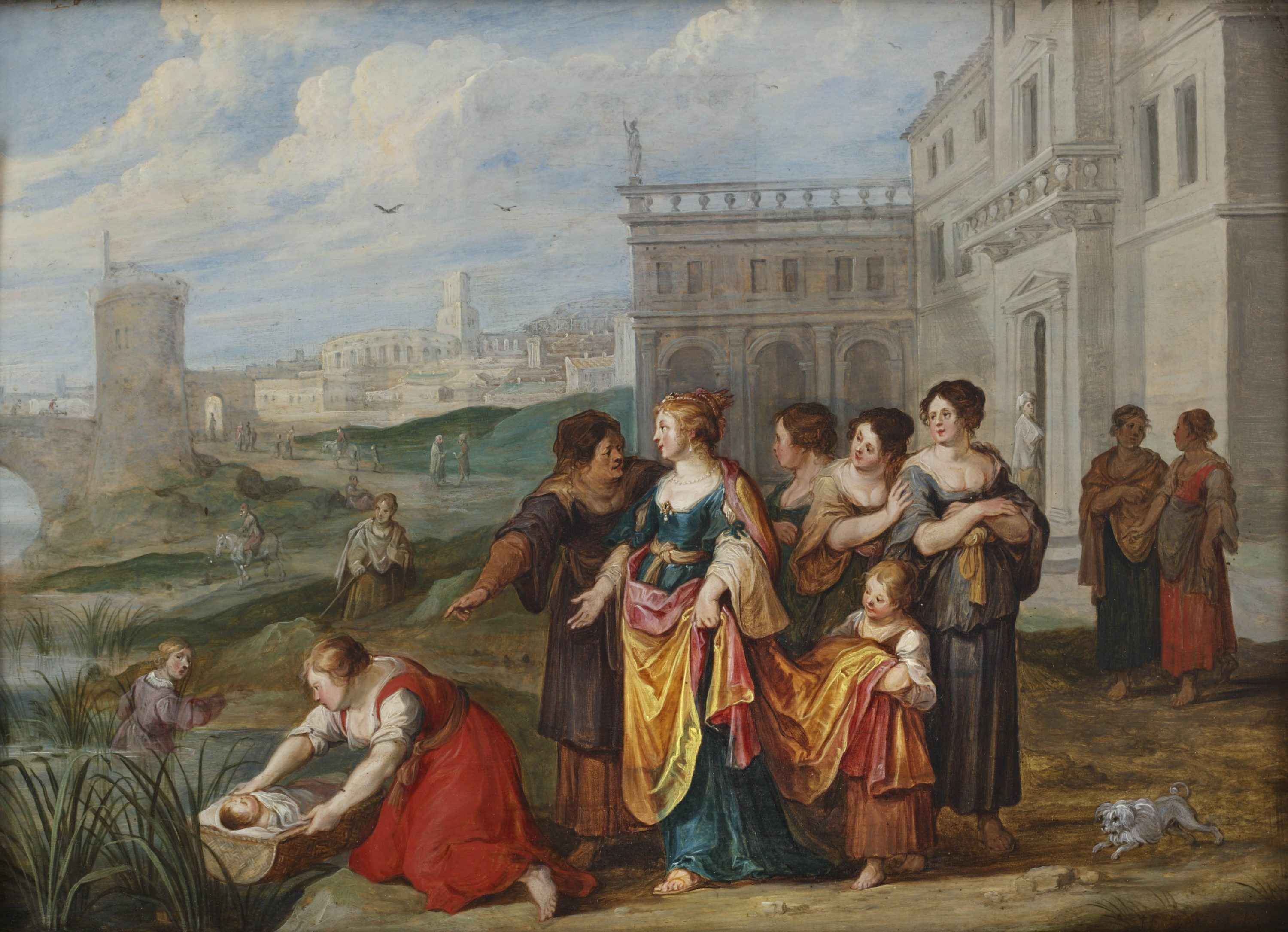
モーセの発見(1600/1634)